# Lucas Rey
Lucas Martín Rey (Buenos Aires, 11 oktober 1982) is een Argentijns hockeyer. 
Tijdens de Olympische Spelen 2016 won Callioni met de Argentijnse ploeg verrassend de gouden medaille.

## Erelijst
- 2004 – 11e Olympische Spelen in Athene
- 2007 –  Pan-Amerikaanse Spelen in Rio de Janeiro
- 2008 –  Champions Trophy in Rotterdam
- 2011 –  Pan-Amerikaanse Spelen in Guadalajara
- 2012 – 10e Olympische Spelen in Londen
- 2014 –  Wereldkampioenschap in Den Haag
- 2016 –  Olympische Spelen in Rio de Janeiro